# Jess Hooper
Jess Hooper (* in Marks, Mississippi) ist ein US-amerikanischer Rockabilly-Musiker.

## Leben
Jess Hooper wurde in Marks, Mississippi, geboren und spielte anfänglich in einer Country-Band, obwohl sein Interesse mehr dem Blues galt. In Clarksdale, Mississippi trat er bei lokalen Veranstaltungen und in Radioshows auf. Nachdem 1955 ein Vorspielen bei Sun Records in Memphis, Tennessee gescheitert war, wurde Lester Bihari auf Hooper aufmerksam und nahm in für sein Label Meteor Records unter Vertrag. Bihari setzte Hooper mit Doug Poindexters Starlite Wranglers und seinem Studiomusiker Doug Cox zusammen. Benannt nach Meteors Studioband The Daydreamers spielten Hooper und die Gruppe eine Reihe von Stücken ein, von denen nur All Messed Up und Sleepy Time Blues im Dezember 1955 veröffentlicht wurden. Nach der Veröffentlichung der Single blieb Hooper für ungefähr ein Jahr in Memphis und spielte in der Umgebung.
Danach zog er nach Texas, wo er für kurze Zeit weiterhin als Musiker arbeitete und sich dann aus dem Musikgeschäft zurückzog. In den folgenden Jahren war Hooper mehrmals verheiratet und zog durch die USA. Später ließ er sich völlig verarmt in Jackson, Mississippi nieder.
In den 1960er-Jahren veröffentlichte der Bootlegger Lee Johannson Hoopers Meteor-Single illegal erneut auf dem fiktiven Cherry-Label. Seit dem Rockabilly-Revival sind Hoopers Titel auf verschiedenen Wiederveröffentlichungen zu finden.

## Gerücht um Charlie Feathers
Jess Hooper blieb jahrelang unentdeckt, und aufgrund seiner musikalischen Nähe zu Charlie Feathers ging während des Rockabilly-Revivals das Gerücht um, Hooper sei nur ein Pseudonym für Feathers gewesen. Feathers selbst bestätigte dies weder noch bestritt er es. Die Existenz Hoopers wurde schließlich 1984 geklärt, als der Musikjournalist Billy Miller des Kicks-Magazins Hooper in Texas aufspürte und ein Interview mit ihm führte.

## Diskographie
| 1955                    | All Messed Up / Sleepy Time Blues                                                                                  | Meteor 5025    |
| 196?                    | All Messed Up / Sleepy Time Blues                                                                                  | Cherry 602     |
| Unveröffentlichte Titel | |                |
| 1955                    | - Diamonds and Gold - Afraid - I Think My Baby’s Gone - This Heart Is Dying - I Am a Sinner - Well Don’t You Think | Meteor Records |